# Quechquemitl

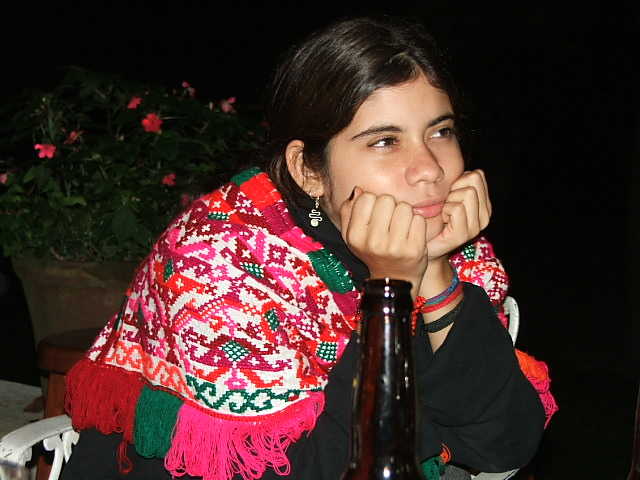
Quezquémetl de la Huasteca Potosina (à cause des couleurs).

Le quechquemitl (également orthographié quezquemitl) est un vêtement porté par certaines ethnies indigènes du Mexique depuis la période préhispanique. Il se compose généralement de deux pièces de tissu rectangulaires, souvent tissées à la main, qui sont cousues ensemble pour former un poncho ou un vêtement semblable à un châle, qui est habituellement porté suspendu aux épaules. Il peut être de différents tissus, souvent avec des tissages complexes et très décoré, le plus souvent avec de la broderie. Dans la période préhispanique, seules les femmes de rang social élevé peuvent le porter. Depuis l'époque coloniale, il est adopté par divers peuples, vivant pour la plupart dans le centre du Mexique pour le port quotidien, les fêtes et les rituels, mais son utilisation diminue.

## Définition et port du vêtement

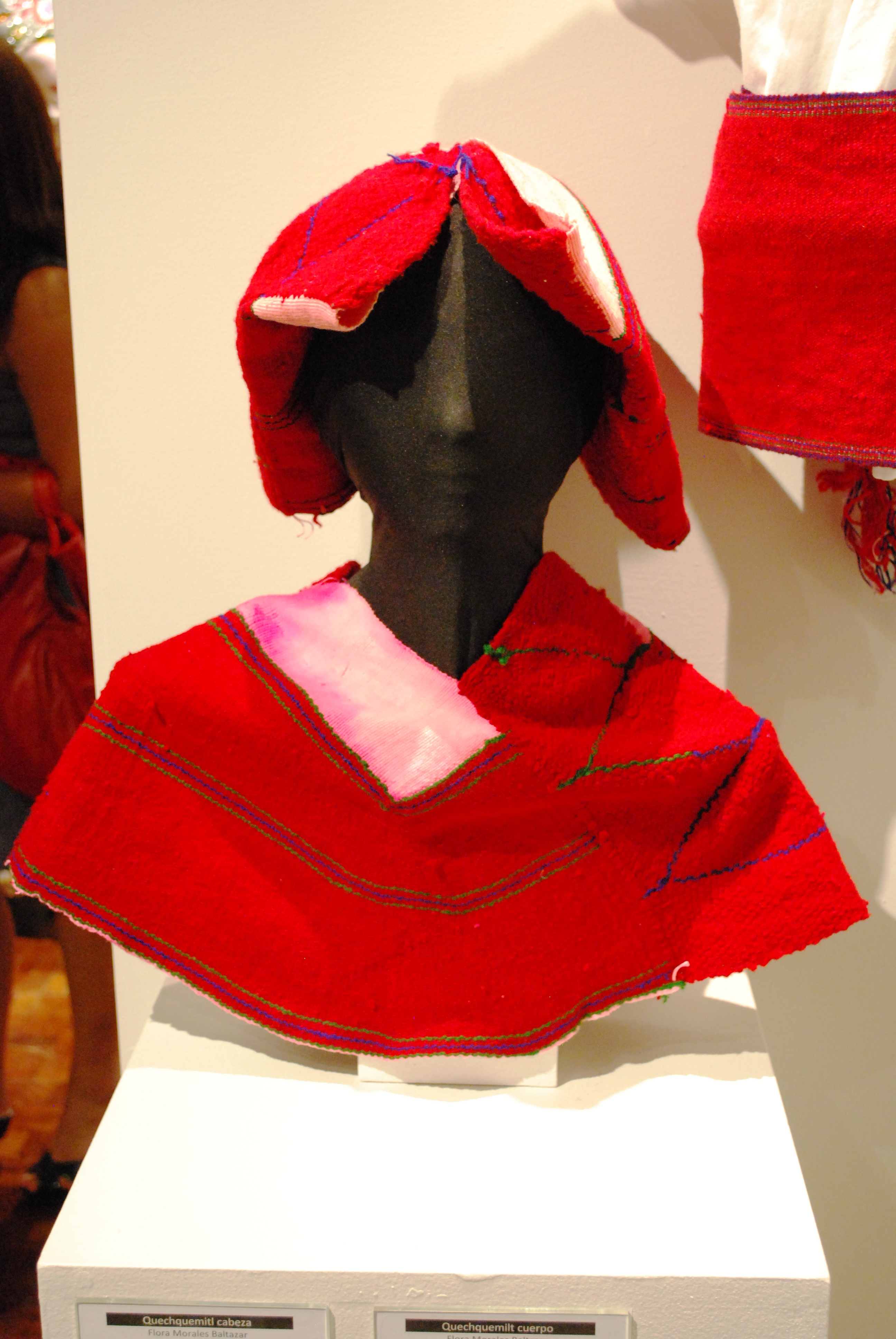
Deux façons de porter un quechquemitl, sur la tête et sur les épaules. L'un des épaules est de type incurvé.

Il est décrit de diverses manières comme un châle, une cape et un tissu triangulaire. Ce n'est pas vraiment n'importe lequel d'entre eux bien que lorsqu'il est porté pointes en avant et en arrière, il a une apparence triangulaire. La plupart des quechquemitls sont deux pièces de tissu rectangulaires cousues ensemble et le plus souvent portées sur les épaules, recouvrant le haut du corps des femmes. La plupart ont des pointes qui peuvent pendre sur le devant et l'arrière ou sur les bras,. Les quechquemitls sont généralement portés avec divers autres vêtements, comme une jupe enveloppante nouée avec une ceinture, un huipil et un chemisier. La taille du quechquemitl dépend de la façon dont il doit être porté ainsi que de sa relation avec les autres vêtements. Son effet sur l'ensemble de la tenue est déterminé sur cette relation, plutôt que de se tenir debout comme un long huipil peut le faire. Le vêtement est utilisé pour le port quotidien, les occasions sociales et rituelles.
Ce vêtement se trouve surtout dans le centre du Mexique parmi les femmes indigènes telles que les Huaxtèques, les Nahuas, les Nahuas, les Otomis, les Totonaques, les Mazahuas (en), Pames (en) et les Huichols dans des États tels que Nayarit, Jalisco, Querétaro, l'État de Mexico, Hidalgo, Puebla et Veracruz,. Il est également observé dans d'autres régions comme la région d'Uruapan au Michoacán, et certaines parties de Morelos, Guerrero et Oaxaca. Alors qu'il est le seul vêtement supérieur, cette pratique disparaît presque entièrement, et aujourd'hui, il est généralement porté sur une blouse pour la décoration ou la chaleur. Cependant, la popularité des chemisiers très décorés conduit à une diminution du quechquemitl. Ce n'est que chez les Totonaques, les Otomis et les Nahuas que le vêtement est largement utilisé, mais même avec ceux-ci, on le trouve surtout chez les femmes âgées. Les jeunes femmes des mêmes communautés préfèrent les chemisiers et les chemises commerciales, réservant le quechquemitl pour les jours de marché et les festivals.
Dans certaines régions, le quechquemitl est également porté comme couvre-chef. Chez les Tepehuanes de Huehuetla, dans l'État d'Hidalgo, ce type de quechquemitl est fabriqué avec une gaze fine,.

## Fabrication du vêtement

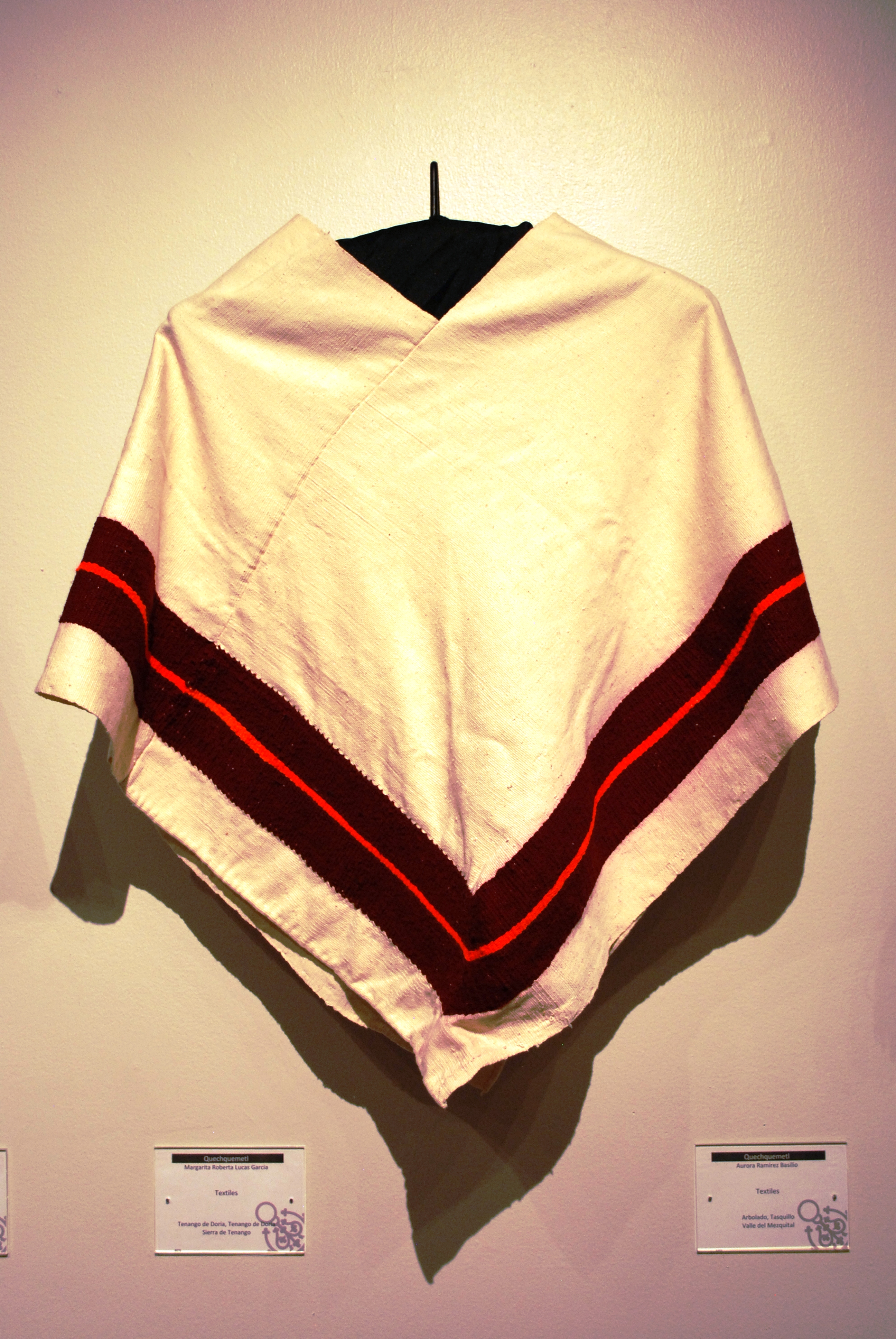
Quechquemitl de Hidalgo au Museo de Arte Popular à Mexico.

Les peuples connus pour la fabrication des quechquemilts comprennent les Huaxtèques, les Nahuas, les Nahuas, les Huichols et les Otomis, et la décoration du vêtement permet d'identifier de quel groupe il provient. Cependant, le climat de la région où il est produit a également un effet, comme l'utilisation de la laine dans les régions plus froides. Il existe des preuves qu'un certain nombre de motifs datent de la période préhispanique. D'autres sont adoptés après la conquête espagnole, et un certain nombre sont difficiles à dater car ils témoignent d'une influence à la fois européenne et autochtone. Parmi les dessins anciens, on peut citer le travail à la plume, symbole de Quetzalcóatl, le sceptre de Quetzalcoatl, apparenté à la Grande Ourse, une forme en « S » appelée « ilhuitl » et une croix à branches de longueur égale qui représente les directions cardinales. Les couleurs ont une signification symbolique comme le jaune pour l'est. Un élément européen est un vase stylisé avec des fleurs, mais l'aigle à double tête, peut être d'origine indigène ou européenne. Les Huaxtèques de Tancanhuitz de Santos (en), dans l'État de San Luis Potosí et les Huichols de Jalisco et Nayarit font leurs quechquemitls dans un coton non teint, fortement brodé de fleurs et d'animaux de différentes couleurs. Les Nahuas de San Francisco Chapantla, dans l'État d'Hidalgo et de Hueyapan (en), dans l'État de Puebla décorent leurs huipils de fleurs et d'animaux. Chez les Huaxtèques , le vêtement est généralement en coton non teint, fortement brodé.
Comme d'autres vêtements indigènes, le quechquemitl est fait de morceaux de tissus non coupés au fur et à mesure qu'ils se détachent du métier. Les motifs quechquemitl sont obtenus par tissage (fibre, couleur, structure), ornementation de surface (généralement broderie) et finitions appliquées sur les coutures et les bords. Différents types de tissages sont réalisés : gaze, seersucker, brocart et tissage courbé ou façonné. Les plus beaux morceaux de gaze proviennent de la Sierra Norte de Puebla (en), avec des arrangements très complexes de lisses, souvent six et jusqu'à vingt sont observés. Ces tissages de gaze ont tendance à être plus complexes que ceux utilisés pour les huipils. Certains apparaissent comme un motif en damier. Le seersucker est utilisé en ajoutant des fils commerciaux en bandes avec les fils filés à la main. Les fils commerciaux ne rétrécissent pas lorsqu'ils sont lavés et l'effet de plissement est créé. Le brocart de trame est une technique décorative où des fils plus lourds sont introduits dans la trame pour créer des motifs. Un brocart en boucle est également créé en tirant sur ces fils de trame pour les soulever. Ces brocarts sont souvent confondus avec des broderies dans les textiles mexicains et guatémaltèques. La technique de tissage courbé est particulièrement compliquée et unique. Une partie de la trame est en coton blanc et une partie en laine colorée, rouge ou rose. La trame de la laine est beaucoup plus longue que celle du coton à un moment donné dans le tissage, ce qui permet de produire un tissu ouaté. La courbure est conçue pour tomber sur les épaules de celui qui la porte. Ce type de vêtement se trouve dans la région de la Sierra Norte de Puebla.
Il existe trois méthodes pour unir les morceaux de tissu. Le premier utilise deux rectangles de tissu dont l'extrémité étroite est reliée au côté long de l'autre. Cela crée une boucle déformée dont les pointes peuvent être portées à l'avant/à l'arrière ou sur les épaules. Un autre est fait d'un long rectangle qui est plié en deux pour un aspect carré. Le pli passe au-dessus d'un bras, les bords passant au-dessus de l'autre bras sont partiellement cousus, laissant de l'espace pour le passage de la tête. Il existe une variante : deux carrés de tissu avec les coutures des bras et des épaules cousues, laissant une ouverture dans le cou. Une autre variation qui est rare est faite d'un seul rectangle à partir duquel un plus petit rectangle a été découpé. Puis, pliés, les deux bords les plus étroits sont cousus. Il se porte avec des pointes suspendues aux épaules.

## Histoire

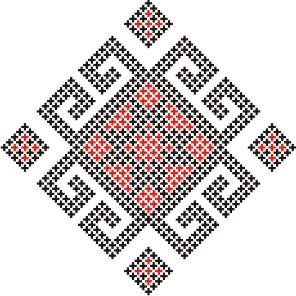
Élément décoratif Otomi de la.

Le nom quechquemitl (parfois épelé quesquemitl, quezquemitl ou quexquemitl) vient du Nahuatl et signifie « vêtement du cou » (quechtli= cou et tlaquemitl = vêtement),. Il a d'autres noms dans d'autres langues indigènes, comme thayemlaab chez les Huaxtèques.
Ce vêtement est d'origine préhispanique et est porté par certaines femmes autochtones depuis environ 2 000 ans,. Il est fort probable que le vêtement provient des Totonaques de la côte du golfe du Mexique. Il est amené sur les hauts plateaux mexicains par les Otomis. À l'époque préhispanique, le quechquemitl est porté avec un huipil et une jupe enveloppante, seulement pour des occasions spéciales et par des femmes de haut rang. Il se peut même qu'il soit réservé à l'usage des déesses et de ceux qui les dépeignent dans les rituels de l'ère aztèque. À cette époque, il est particulièrement associé aux déesses de la fertilité, peut-être en raison de l'origine du vêtement dans la région du Golfe du Mexique et de sa fertilité. Ces vêtements portés par la noblesse sont faits de coton, parfois avec de la fourrure de lapin ou des plumes tissées pour la chaleur et/ou la décoration,. Il y a une autre variante dans laquelle le tissu est tordu avant que les bords ne soient cousus, ce qui donnait une forme qui se rapprochait du corps. Le nom des princesses mixtèques a souvent le mot quechquemitl. Les vêtements sont tissés sur des métiers à tisser à lanière, que l'on peut encore voir aujourd'hui, et teints avec des colorants naturels tels que la cochenille, l'indigo et autres plantes, animaux et minéraux.
Après la conquête espagnole, le quechquemitl est adopté par toutes les femmes autochtones. Le vêtement est ensuite porté seul, exposant le ventre ou par-dessus un huipil. Cependant, aujourd'hui, aucune de ces utilisations n'est courante. Des métiers à pédales et des rouets sont également introduits, ainsi que des moutons produisant de la laine.
Aujourd'hui, le quechquemitl est encore utilisé mais cela diminue. Cependant, il demeure important dans la culture mexicaine. Frida Kahlo, connue pour ses vêtements indigènes mexicains, a des quechquemitls, dont un de Puebla avec des symboles liés à la fertilité qui ne sont plus fabriqués. Il y a des conférences et d'autres événements académiques consacrés au vêtement, comme une conférence sponsorisée par la CONACULTA au musée national d'anthropologie de Mexico, et une conférence sur son utilisation dans les identités Nahua et Huaxtèques au Centro de las Artes à San Luis Potosí.